# دالي لينون
دالي لينون (بالإنجليزية: Dale Lennon)‏ هو لاعب كرة قدم أمريكية أمريكي، ولد في 13 ديسمبر 1960.